# سرگئی میکائیلیان
سرگئی میکائیلیان (ارمنی: Սերգեյ Միքայելյան؛ زادهٔ ۲۷ آوریل ۱۹۹۲) اسکی‌باز اهل ارمنستان در رشته اسکی صحرانوردی است که از سال ۲۰۰۸ به رقابت می‌پردازد. میکائیلیان در مسابقات یونیورسیاد سال ۲۰۱۷ موفق به کسب مدال برنز شد. سرگئی میکائیلیان در بازی‌های المپیک زمستانی ۲۰۱۰ ونکوور حضور داشت و در رقابت‌های ۱۵کیلومتر به مقام ۷۰ام رسید.